# Enunciato di Clausius
L'enunciato di Clausius del secondo principio della termodinamica afferma che è impossibile realizzare una trasformazione termodinamica il cui unico risultato sia quello di far passare del calore da una sorgente a temperatura inferiore a una a temperatura superiore.

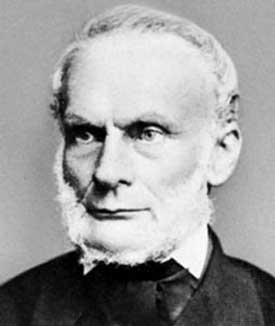
Rudolf Clausius

L'enunciato di Clausius non afferma che sia impossibile qualsiasi passaggio di calore da un corpo più freddo a uno più caldo, ma implica che il passaggio non possa avvenire in maniera spontanea; è necessario quindi che, affinché avvenga tale passaggio, vi sia un lavoro esterno al sistema.
In altre parole, l'enunciato implica che non sia possibile costruire una macchina frigorifera che non assorba lavoro e che quindi non consumi energia (tipicamente energia elettrica).
È dimostrata l'equivalenza dei due enunciati principali del secondo principio della termodinamica, per cui la verità dell'enunciato di Clausius implica la verità dell'enunciato di Kelvin-Planck, e viceversa.